# 万代シテイバスセンター
万代シテイバスセンタービル（ばんだいシティバスセンタービル）は、新潟県新潟市中央区万代一丁目の万代シテイ内に所在するバスターミナルを中心としたビル。
新潟交通が運営・管理を行っており、1階にある「万代シテイバスセンター」は、新潟市近郊・郊外の路線バスと長距離高速バスの発着点になっている。

## 概要

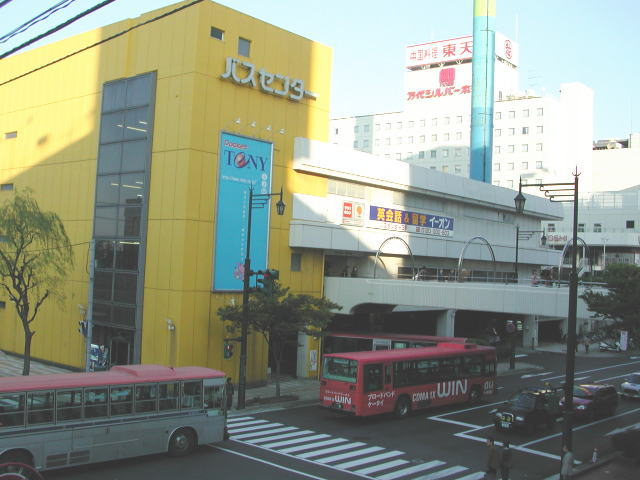
レインボータワー撤去前のバスセンタービル（2004年10月）

新潟交通が開発を手掛けた商業地「万代シテイ」の中心的な施設として1973年（昭和48年）11月22日にオープンした。1階部分にバスターミナル「万代シテイバスセンター」が設けられており、ビル内には各種店舗があるほか、新潟交通の本社がおかれている。
隣接するLoveLa万代（1973年11月23日にダイエー新潟店としてオープン）や新潟伊勢丹をはじめ、周辺施設とは2階部分に設けられたペデストリアンデッキで連絡している。
耐震工事のため2019年から2021年にかけて、隣接する万代シルバーホテルビルとともにリニューアル工事が行われている。
1951年（昭和26年）2月、新潟市流作場（現在の中央区万代四丁目）、現在のCOZMIX2および新潟テレコムビルの立地に完成した「新潟交通バスステーションビル」（通称バスビル）が前身。同ビルは新潟県内では初の本格的なバスターミナルで、各乗り場は車両を建物内へ後退して入線させるスイッチバック式であった。市内線のバスが発着する新潟駅前に対し、バスビルからは近郊・郊外線のバスが発着していた。老朽化と新潟交通本社用地の再開発に伴い、1973年11月に新潟交通本社とテナント群を擁す現ビルに移転し、現名称となった。
万代シテイ全体の歴史・概要については万代シテイを参照。

## 施設

バスセンタービルの全景。左手の高層部が新潟交通本社、中央から右手にかけての低層部が商業フロアで、1階にバスロータリーとバスベイが設けられている。右手奥はレインボータワーの塔体（2013年8月、万代シテイ第二駐車場ビルより撮影）

### 万代シテイバスセンター
バスセンタービルの1階がバスセンターとなっており、1 - 10番線の乗り場はビル2階部分を覆う人工地盤下に内包されており、車両を自走で周回させるロータリー式となっている。
1階北側のバスセンター5・6番線寄りには定期券・回数券など路線バスの各種案内業務を扱う「案内所」、高速バス乗車券の予約などを扱う「高速バス予約センター」、旅行センター「くれよん万代」など、新潟交通の旅客サービス業務に関する窓口が置かれている。案内所の入口付近には、新潟交通グループのICカード「りゅーと」のチャージ機が1台設置されている。1階北側にはこの他に喫茶店などの軽食店や、立ち食いそば・うどん店「名物 万代そば」（6番線横）が設けられている。また、ラブラ側の出入口に程近い5番線横には浦浜農園運営の売店「ウラハマショップ」が設けられていたが、2010年（平成22年）7月30日を以って閉鎖・撤去され、代わって「ファミリーマート 新潟八千代二丁目サテライト店」が8月31日にオープンした。
県外線高速バスが発車する7・8番線沿いには「県外高速バス待合室」が設けられている。開放時間は6時45分 - 18時30分と20時 - 0時（18時30分 - 20時は開放休止。データイムはスタッフが定期巡回、夜間はスタッフが常駐。なお、向かって左側は女性専用スペースとなっている。）で、当日の乗車券類を提示すれば出発時刻まで利用できる。

### ビル全体

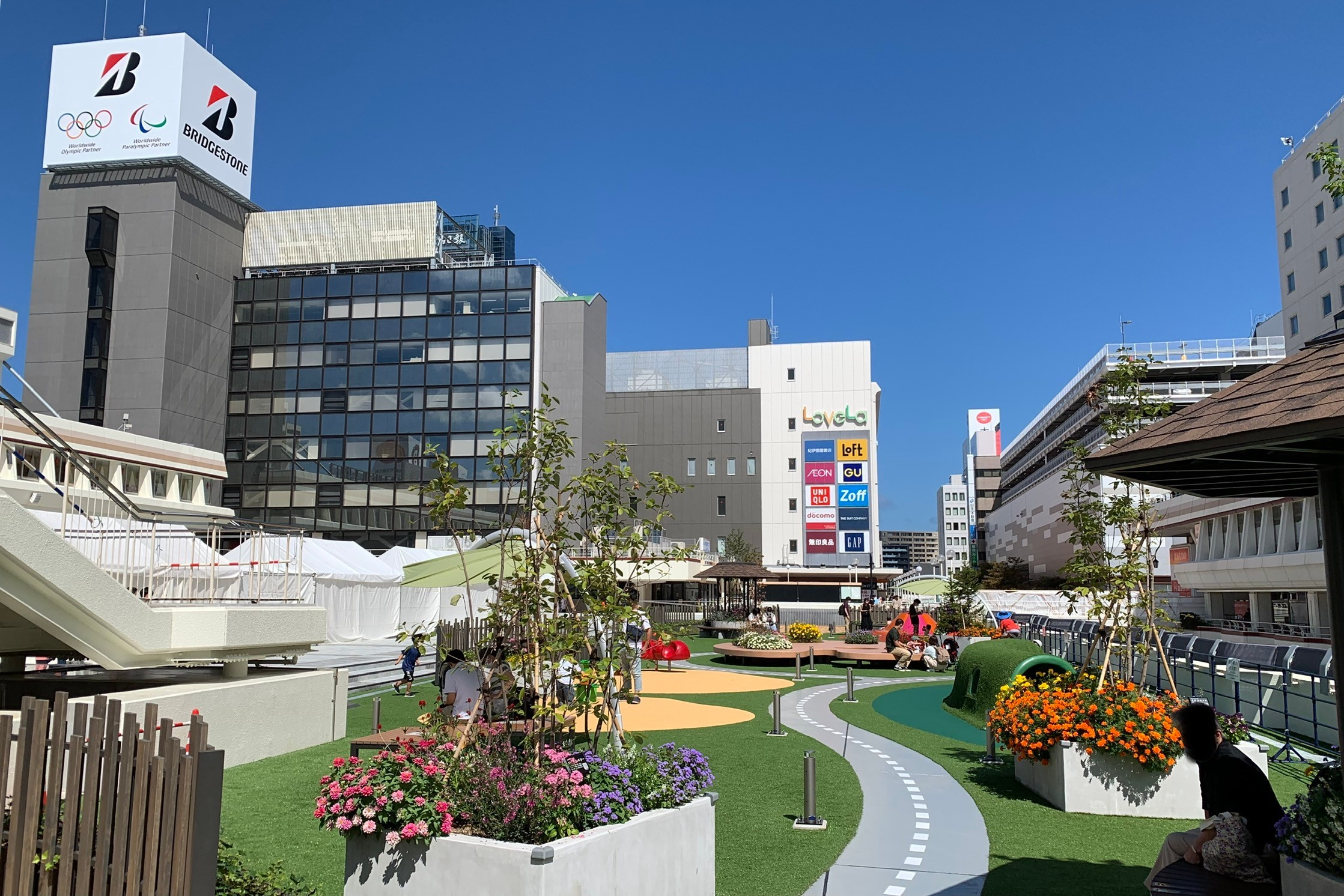
2階屋上「万代シテイパーク」（2021年9月）

1階ののりば周辺や外周部、および2 - 4階には軽食店、服飾店など様々な店舗が軒を連ねる。ご当地グルメ「イタリアン」を販売するファストフード店「みかづき」もビル内に出店している。
低層フロアの2階屋上は人工地盤を利用した広場「万代シテイパーク」で、各種イベントが開催される。また、同階には新潟市中心部や日本海、佐渡島などを一望できる回転昇降式展望台を備えた塔「レインボータワー」の乗降場が設けられていたが、同タワーは2011年3月11日に発生した東日本大震災の影響で営業を休止した後、2012年2月8日を以って営業を終了した（詳細はレインボータワーを参照）。
北側には高層フロアがあり、新潟交通の本社が置かれている。本社入口は2階に設けられている。
- 2階：万代シティパーク、GIGO万代店、みかづき、くれよん万代、連絡通路(ペデストリアンデッキ)、ファミリーマート、サーティーワンアイスクリーム

- 1階：バス発着場、観光案内所、スターバックスコーヒー、名物 万代そば

### 名物 万代そば
前述の名物 万代そばは、新潟交通グループで万代シルバーホテルを運営する(株)シルバーホテルが店舗運営を行っている。そば、うどんとともに名物なのが、カレーライスである。万代そばで供されるカレー（カレーライス、カレーそば・うどんなどに使用）は手作りのルーを使用しており、和風だしととんこつをベースにしたスープで伸ばして作られている。
なお、コーナーではカレーのみをテイクアウトで購入することもできる。また、土産品の企画などを手掛ける新潟交通のグループ会社・新潟交通商事は「出張で新潟に来てバスセンターのカレーを食べた人に、家族の分も土産に買ってもらいたい」と、このカレーをレトルトパウチした商品「新潟・万代シテイバスセンターのカレー」を企画し、2009年（平成21年）11月から万代そばの他、新潟駅、新潟空港、新潟県内高速道路の主なサービスエリア・パーキングエリアや一般道路の主な道の駅、新潟交通商事が運営するオンラインショップ「くれよんライフ」、東京都渋谷区に所在する県のアンテナスペース「表参道・新潟館ネスパス」1階のショップ「新潟食楽園」などで販売している。また、新潟交通の社紋が刻印された万代そば専用スプーンも販売されている。
カレーは元々ファンの間で根強い人気があったが、2017年から2018年にかけてアメトーーク!や秘密のケンミンSHOWなど各種テレビ番組で紹介された後には連日行列ができるほどの売り上げピークを迎えた。
2020年には建物のリニューアル工事のため数か月間シルバーホテル宴会場の臨時店舗での営業となったが、9月に同じ場所で営業を再開した。

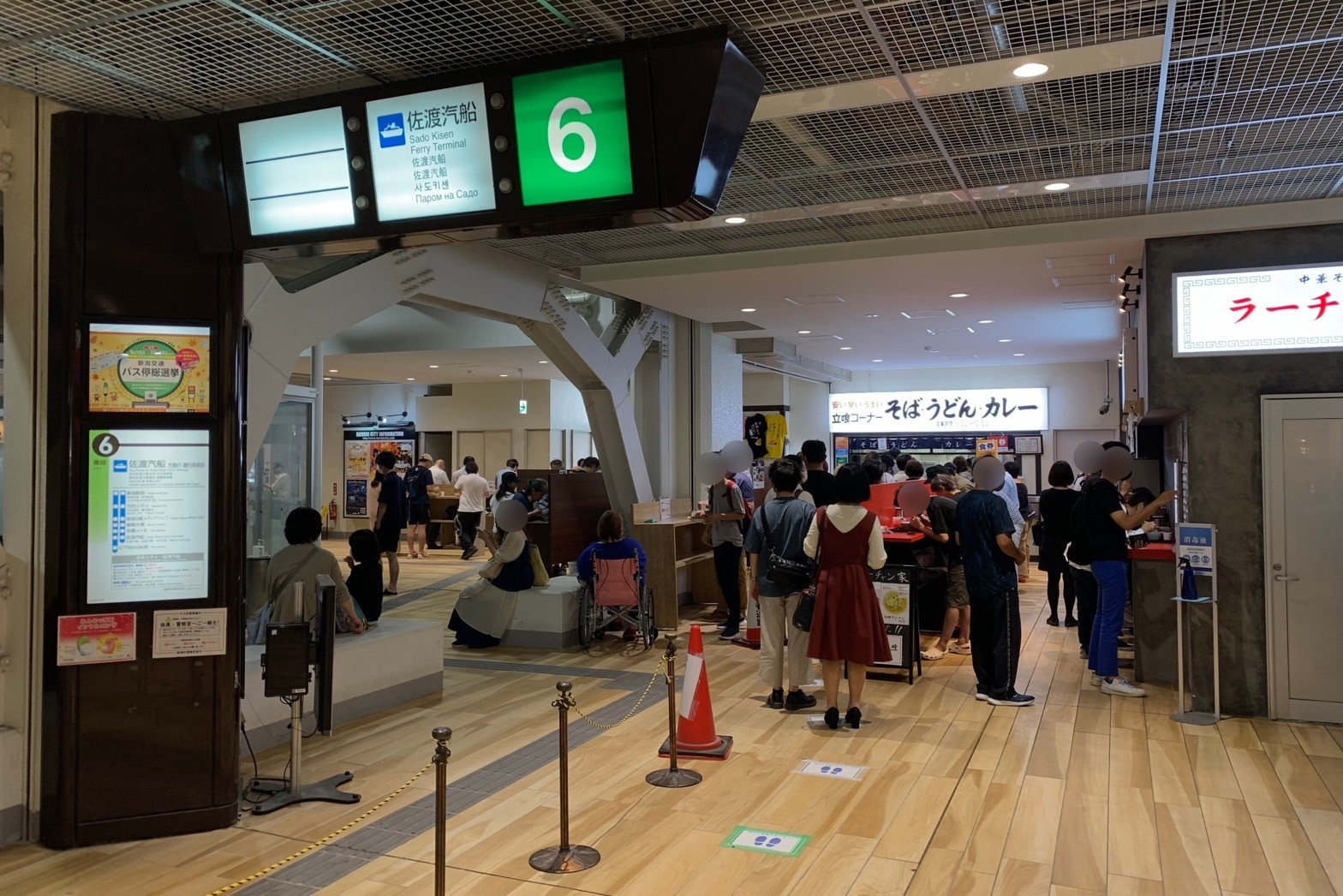
名物 万代そば（2021年9月）
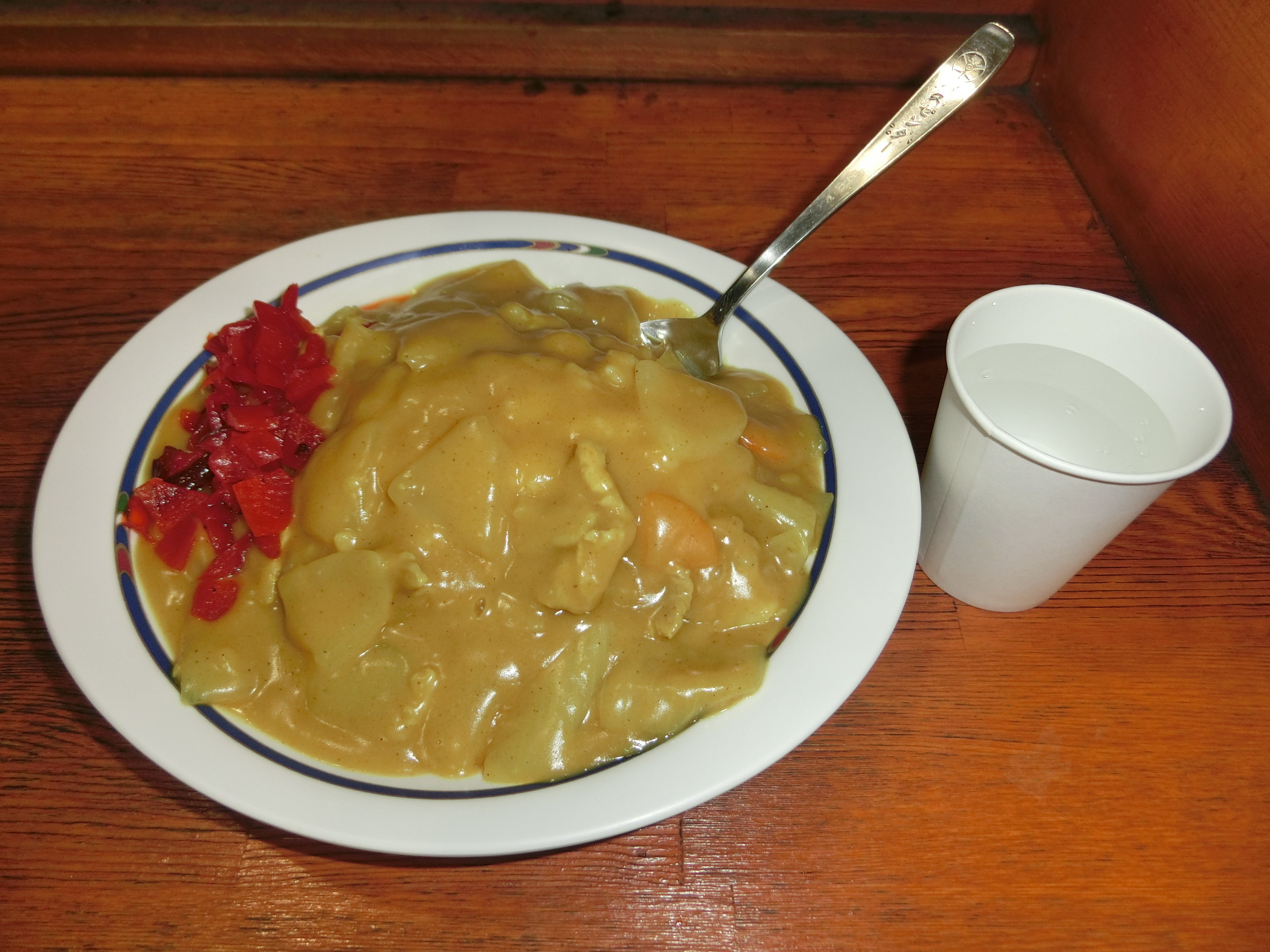
カレー

## のりば・停留所

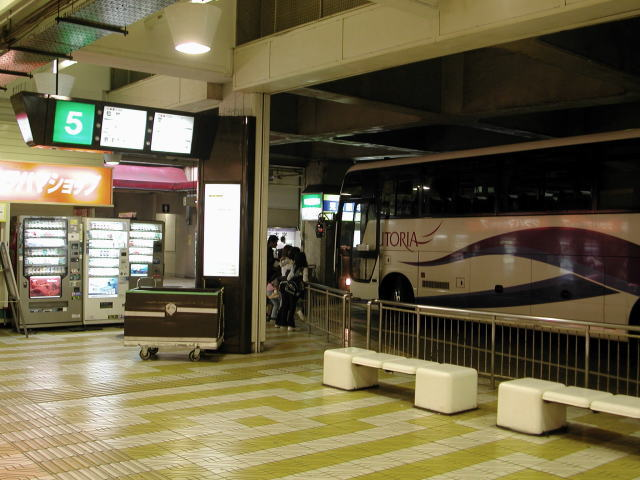
バスセンターは近郊・郊外線と、長距離高速バスの発着地となっている（5番線付近、2004年10月撮影）

バスセンター内のほか、周辺の道路沿いにも停留所が位置し、これらの名称は一般路線バスではすべて「万代シテイ」となっている。なお高速路線バスの停留所名称は「万代シテイバスセンター」（県外線）および「万代シテイ」（県内線）である。
各のりば・停留所にはのりば番号が付与されており、バスセンターのロータリー内は1 - 10番線、それ以外の停留所（新潟日報メディアシップを含む）は3 - 25番のりばとなっている。なお、バスセンター以外ののりば番号は、2015年9月のダイヤ改正時に停留所の統廃合を実施したため一部に欠番が生じており、配列も不規則となっている。
各路線及び運行系統の行先の前に表示する、アルファベット1桁と数字2桁から成る番号は系統番号で、数字1桁目が路線番号となっている。一般路線バスおよび村松線をのぞく県内高速バス（2018年12月1日以降）についてはバスセンター発着の全ての路線でICカード「りゅーと」と「Suica」ほか10種類の交通ICカードが利用できる。
以下に掲載するのは、特記の無い限り2018年11月17日改正時点の情報である。各路線についての詳細は「新潟交通のバス路線一覧」および#外部リンクを参照（各路線番号からもリンク可能）。

### バスセンター内
発着する路線は以下のパターンA・Bに分けられる（本項内で独自に便宜上用いるものであり、実際にこの表記が使われることはない）。パターンAは1・2・3番線発、パターンBは4・5・6番線となり、各方面からの復路の、万代シテイ内の途中停留所および降車場は路線によって位置が異なる。
- パターンA： バスセンターを起点とし、出発後いったん新潟駅万代口を経由してから郊外方面に向かう形をとるもの（万代シテイ - 新潟駅前間のみの乗車は不可）
- パターンB： 新潟駅万代口を起点とし、バスセンター内を経由してから各方面に向かうもの（新潟駅前 - 万代シテイ間のみでも乗車可）

#### 1番線
- E4 大形線
パターンA。モーニングライナー以外の全便がここを起点として出発する。各方面からの終着停留所はバスセンター9・10番線および東港線バスベイ。
モーニングライナーは、信濃町行が萬代橋東詰5番のりば、西跨線橋経由江南高校行が東港線バスベイ20番のりばに停車。

#### 2番線
- E5 牡丹山線
- E6 竹尾線
2路線ともパターンA。ダイレクト便・モーニングライナー以外の全便がここを起点として出発する。各方面からの終着停留所はバスセンター9・10番線および東港線バスベイ。
市役所前・信濃町方面のダイレクト便およびモーニングライナーは、萬代橋東詰5番のりばに停車。市役所前始発ダイレクト便は秋田銀行前12番のりばに停車。
- 臨時 スポーツ公園直通シャトルバス（【急行】スポーツ公園バスターミナル 行）
デンカビッグスワンスタジアムを本拠地としているJリーグ・アルビレックス新潟の公式戦開催時に限り運行（試合開始2時間前・1時間前の2本）。その他サッカー・プロ野球等開催時の臨時バスは、新潟駅南口発着便のみの運行となっている。

#### 3番線
- S8 京王団地線
- S9 亀田・横越線
- E8 石山線（東明系統のみ）
3路線ともパターンA。石山線モーニングライナー以外の全便がここを起点として出発する。各方面からの終着停留所はバスセンター9・10番線および東港線バスベイ。
モーニングライナー信濃町行は、萬代橋東詰5番のりばに停車。

#### 4番線

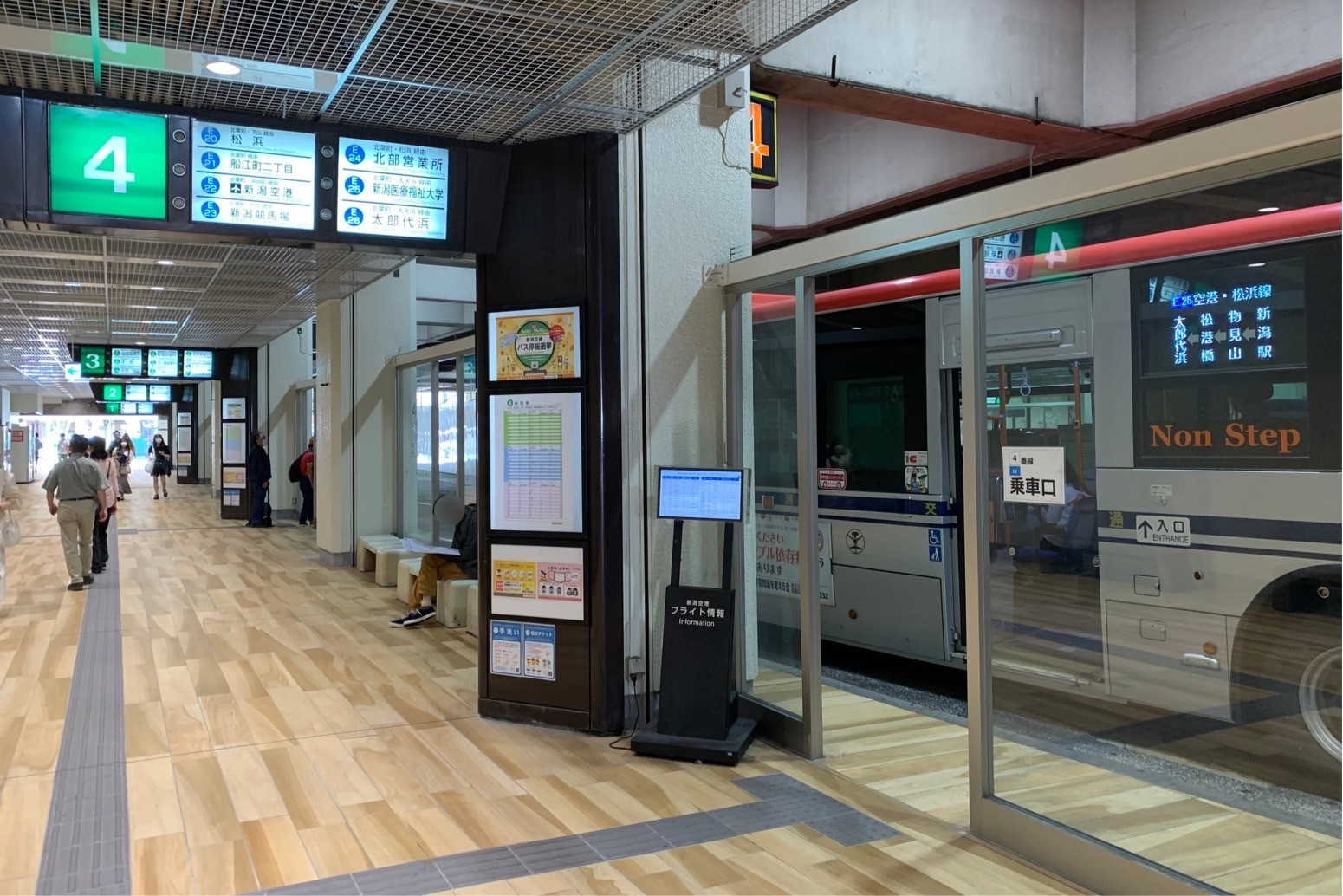
E2 空港・松浜線のりば（2021年9月）

- E2 空港・松浜線
パターンB。ダイレクト便・モーニングライナー以外の郊外方面行き全便が該当する。郊外方面からの停留所は新潟日報メディアシップとラブラ万代脇の、東港線沿い2箇所。
市役所前・学校町方面のダイレクト便およびモーニングライナーは、萬代橋東詰5番のりばに停車。江南高校方面のモーニングライナーは東港線バスベイ20番のりばに停車。市役所前始発のダイレクト便は秋田銀行前11番のりばに停車。

#### 5番線
- E3 河渡線
パターンB。ダイレクト便・モーニングライナー以外の郊外方面行き全便が該当する。郊外方面からの停留所は新潟日報メディアシップとラブラ万代脇の、東港線沿い2箇所。
市役所前・学校町方面のダイレクト便およびモーニングライナーは、萬代橋東詰5番のりばに停車。市役所前始発のダイレクト便は秋田銀行前11番のりばに停車。

#### 6番線
- 佐渡汽船線
パターンB。朱鷺メッセ・佐渡汽船方面行の全便が該当する。復路はテレコムビル前14番のりばに停車。

#### 7番線

新潟県・県外高速バス路線図

- 高速バス（県外線）〔磐越道・日東道方面〕
  - 仙台線
  - 郡山線
  - 山形線
  - 会津若松線

いずれもパターンAに近い形をとる。共同運行会社など、詳細は各路線の記事を参照。

#### 8番線
- 高速バス（県外線）〔北陸道・関越道方面〕
  - 東京 - 新潟線（池袋駅・バスタ新宿方面）
  - おけさ号（京都・大阪方面）
  - 名古屋線
  - 高崎線
  - 金沢線
  - 富山線
  - 長野線

いずれもパターンAに近い形をとる。共同運行会社など、詳細は各路線の記事を参照。

#### 9・10番線
特定の発着路線はなく、降車場として運用されるほか、8番線発の県外線高速バスで続行便が運行される際などに使用される。
- 降車場
  - E4・E5・E6・E8・S8・S9

### 東港線バスベイ
バスセンター西側を南北に走る新潟市道東港線に設けられた3台分のバスベイは「バスセンター脇」として案内されているが、郊外線（現在の寺尾線、小新線、大野・白根線、味方線）が発着していた当時はバスセンターの11・12番線として案内されていた。また12番線後方には附船町線（現在の八千代橋線）のバスセンター前停留所が設けられていた。
- 19番のりば
  - 降車場
    - E4・E5・E6・E8・S8・S9
    - 高速バス（県外線）
- 20番のりば
  - E27・E32・E47【モーニングライナー】 東港線・西跨線橋経由 江南高校前 行

### 「万代シテイ」その他の停留所
「万代シテイ」停留所は前述のバスセンター、東港線沿いのバスベイ（バスセンター脇）のほか、萬代橋通り（国道7号）沿いなどに設けられている。

#### 萬代橋東詰

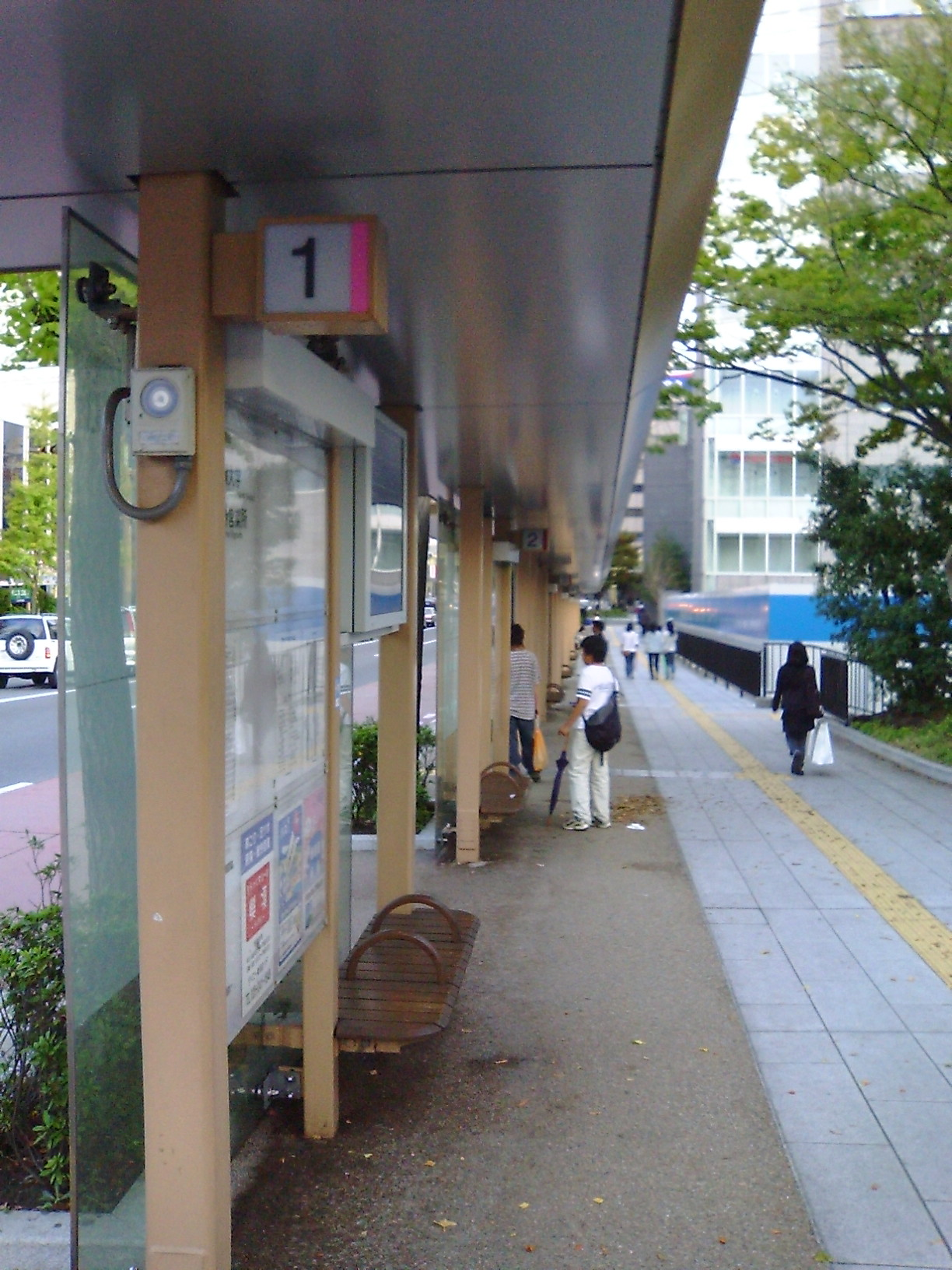
COZMIXビル前に設けられたバスのりば（2005年9月）

ときライナー路線図

COZMIXビル前・萬代橋東詰（萬代橋通り沿い、古町方面。信濃川寄りから順に）
- 3番のりば
  - 【高速】ときライナー
    - 三条線
    - 燕線
    - 長岡線
    - 柏崎線
    - 上越線
    - 糸魚川線
    - 十日町線
    - 五泉村松線
- 5番のりば
  - 【モーニングライナー】E3・E4・E5・E6 信濃町 行、E2 美咲合同庁舎 行
  - 【ダイレクト便】（東新潟方面より）E2・E3・E5・E8 市役所前 行
  - 【ダイレクト便】（萬代橋ライン 青山方面）W7 大野・白根線【快速】
  - 新潟市観光循環バス（新潟駅発 白山公園方面）
- 6番のりば
  - C2 浜浦町線 （新潟島方面）
- 7番のりば
  - S2 鳥屋野線 （郊外方面）

#### ラブラ万代前
萬代橋通り沿い、ラブラ万代前に設けられた古町方面のりば。信濃川寄りから順に
- 8番のりば
  - W2 西小針線 （郊外方面）
- 9番のりば
  - C3 信濃町線 （新潟島方面）
  - W1 有明線 （郊外方面）
- 10番のりば
  - 【BRT】萬代橋ライン （新潟島方面）
萬代橋ラインの停留所番号は03。

#### ラブラ万代脇
東港線沿い、新潟駅方面
- 21番のりば
  - E2・E3 万代一丁目・新潟駅 方面

#### テレコムビル前
萬代橋通り沿い、新潟テレコムビル前に設けられた新潟駅方面のりば。萬代橋寄りから順に
- 14番のりば
  - 各路線 駅前通・新潟駅前 方面

柾谷小路方面から萬代橋通りを直進して新潟駅前へ向かうバスは萬代橋ラインも含め、全てこのバス停から発着する。ただし一部路線（西小針線など）は、新潟駅前の降車場が帝石ビル前となっている。

#### 秋田銀行前
萬代橋通り沿い、沼垂方面。萬代橋寄りから順に
- 13番のりば
  - 【高速】
    - 降車場（ときライナー）

ときライナーは秋銀前が降車場となっている。なお前掲のとおり、県外線高速バスは萬代橋通りを経由しない。
- 12番のりば
  - 【ダイレクト便】（市役所前始発）E5 牡丹山線
- 11番のりば
  - 【ダイレクト便】（市役所前始発）E2 空港・松浜線、E3 河渡線

#### 伊勢丹前
- 24番のりば（伊勢丹前）
  - C6 八千代橋線 （新潟島方面）
  - C7 柳都大橋線 （新潟島方面）
  - C8 新大病院線 （新潟島方面）
  - S4 上所線 （郊外方面）
- 25番のりば（シルバーホテルビル前）
  - C6・C7・C8・S4 万代一丁目・新潟駅 方面

E2・E3の新潟駅行は通過（ラブラ脇に停車）

### 「万代シテイ」周辺の停留所
名称は異なるが「万代シテイ」停留所と同様の番号が付与されているものが周辺に存在する。各停留所の発着系統は#外部リンクを参照。
なかでも東港線沿いには、東港線十字路交差点を挟んで両方向に空港・松浜線および河渡線の停留所が設置されている。新潟駅行が停車するラブラ脇は「万代シテイ」、郊外方面行が停車する新潟日報メディアシップ正面玄関前は「新潟日報メディアシップ」と名称が異なっているが、いずれも萬代橋ラインの市役所方面への乗り継ぎ場所に指定されている。
- 「新潟日報メディアシップ」停留所
  - 18番のりば（新潟日報メディアシップ前）
  - 16番のりば（ことりや前）
  - 23番のりば（マクドナルド新潟万代店前）
  - 観光循環バス専用（番号なし・COZMIX2前）
- 「万代一丁目」停留所
- 「弁天二丁目」停留所

### ワンコインバス
新潟駅万代口と万代シテイ周辺は「ワンコインバス」区間に指定されている。
対象となるのは新潟駅前・万代シテイから、新潟日報メディアシップ（空港・松浜線、河渡線、柳都大橋線、佐渡汽船線など）、万代町（臨港線など）、明石一丁目（大形線、牡丹山線、竹尾線、亀田・横越線、石山線など）、新潟万代病院前（八千代橋線、新大病院線、上所線など）、総合福祉会館前（水島町線など）までの区間で、これら前掲の区間内で乗車し、且つ降車した場合は、1乗車あたりの運賃が100円（小人50円）となる。精算方法は現金、りゅーと、Suica等の交通ICカード、回数券のいずれでも適用される。ただしワンコインバス区間のみの定期券は発売されない（区間内であっても、通常の市内均一フリー定期券が発行される）。

## 発着路線の変遷

### 路線バス
かつてバスセンターからは近郊・郊外線バスが多数発着していたが、1980年代半ばから発着地を新潟駅万代口や古町、新潟市役所などへ移設する路線が相次いでおり、特に新潟市のオムニバスタウン事業に伴って2007年（平成19年）秋以降に実施されているダイヤ改正では、発着地を前掲の箇所へ移転する路線が増加している。但しこれまでに発着地をバスセンターから移転した路線はその後もバスセンター周辺の停留所を経由しているため、万代シテイ内からの利便性そのものは維持されている。
新潟市が制定したオムニバスタウン計画では当時、往路をバスセンター始発、復路を古町・市役所前終着としている残りの近郊線も、今後往復とも古町もしくは市役所前発着とした上で、最終的にバスセンター発着の路線は県外線高速バスと一部の路線バスのみとする方針であった。しかしその後2012年（平成24年）3月に市がBRTの導入を示したことを受け、新潟交通ではBRT路線と運行区間が重複する路線を中心にバス路線網を再編する計画を進め、それまで古町・市役所前発着となっていた多くの郊外線について、2015年（平成27年）9月5日からバスセンターもしくは新潟駅前発着へと変更した（詳細は「萬代橋ライン」を参照）。
また、この再編に伴い一般路線バスの「万代シテイバスセンター（各番線）」「万代シテイバスセンター前」「万代シテイバスセンター南口」の3停留所の名称を「万代シテイ」に統一している（高速バスはこの時点では名称変更せず、2019年4月に県内線のみ変更）。

### 県外高速バス
現在、県外線の高速バスはすべてバスセンター発着となっている。新潟亀田ICから亀田バイパス、栗ノ木バイパス、明石通を経由して新潟駅前（万代口・帝石ビル前）まで直行し、万代シテイバスセンターが始発・終点となっている。大宮・新宿線はさらにバスセンターから東港線と臨港道路を経由し、佐渡汽船新潟港ターミナルの1階バスロータリーが始発・終点となっている。
県外線高速バスがバスセンター発着となったのは1989年7月24日からである（当時の運行路線は池袋線、京都・大阪線の2路線）。それ以前は往復とも新潟駅前 - バスセンター前（ダイエー前=当時） - 古町の順に停車していたが、ダイエー前の停留所は県内線高速バスに加え、郊外線路線バスの一部も発着することからバスベイ周辺が利用客や通行人などで混雑し、バスの発着にも支障をきたしたことから、始発地をバスセンターとして往路のダイエー前での客扱いを取りやめ、ダイエー前は県内線高速バスと郊外線のみが発着するように改めた。これ以後開設された県外線も全て、バスセンター発着となっている。
また北陸道・関越道方面の路線は以前、新潟西ICで北陸道を流出、新潟バイパス女池ICから新潟県道16号新潟亀田内野線、新潟県道1号新潟小須戸三条線、新潟県道164号白山停車場女池線（和合線・昭和大橋）、国道116号（東中通）、国道7号（柾谷小路）を経由。古町を発車後萬代橋、東大通を経由してバスセンター前（テレコムビル前）、新潟駅前（万代口・帝石ビル前）の順に停車後、東大通をUターンして再び万代シテイに向かい、バスセンターの11 - 13番線が終点となっていたが、順次現在の新潟亀田インター・栗ノ木バイパス経由の順路に変更された。